# 雨田实验中学
雨田实验中学，是中国辽宁省沈阳市的一所1995年创立的教育机构，学校董事长为张楠，目前班级157个，学生约8000人，教职工700多人。还设有东校区、西校区、中心校区、新民校区、新民小学校区等分校区。根据该学校自己给出的数据，每年中考中约15%以上学生被辽宁省实验中学、沈阳市第二中学、东北育才学校这3所辽宁省顶尖省级重点高中录取，省、市级重点高中录取率约90%以上，高分人数段、平均分常居沈阳市第一。然而，该学校同时存在颇多争议。

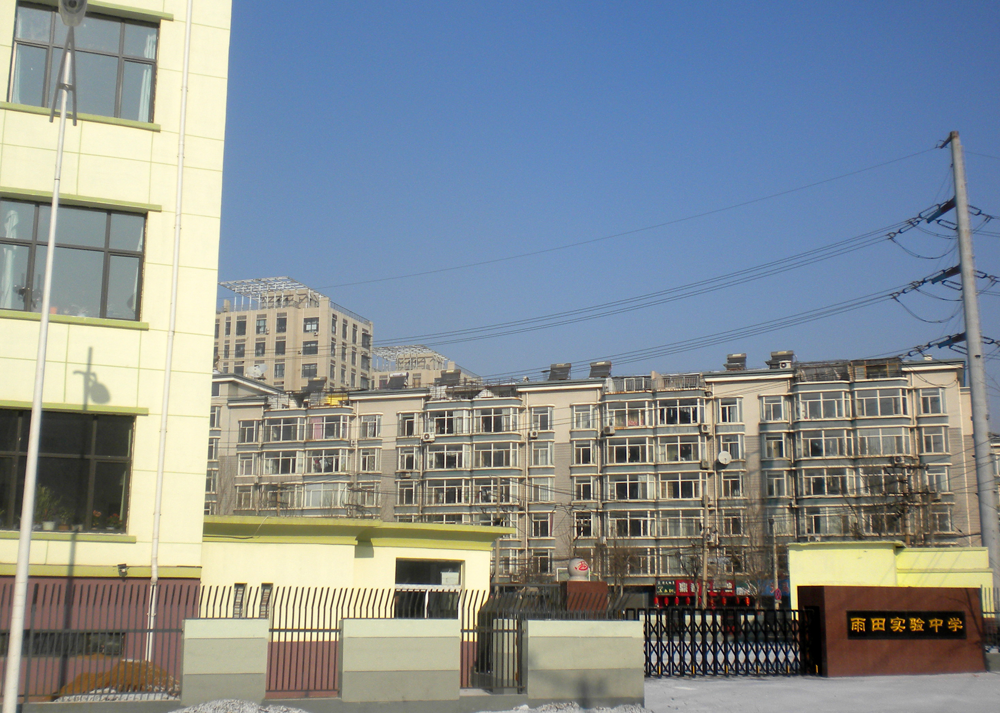
雨田实验中学（东校区）校门

## 所获荣誉
雨田实验中学在其官方网站简介中自称获得过如下荣誉：
- 区教育学会先进分会（2001）
- 中国著名品牌学校（2007）
- 辽宁省行业文化示范学校（2004）
- 中国教育学会教育管理分会理事单位（2004）
- 沈阳市群众体育工作先进学校（2004、2005、2007）
- 辽宁诚信单位（2005）
- 区跳绳踢毽比赛第三名（2006）
- 辽宁省民办教育优秀学校（2007）
- 最佳校报一等奖（2007）
- 沈阳市学校体育工作先进单位（2007）
- 全国民办教育先进单位（2008）
- 全国学校文化建设金奖
- 全国管理创新品牌学校
- 中国西部教育顾问单位
- 沈阳市民办教育优秀学校
- 自我教育实验校

张楠校长所获荣誉：
- 明星校长证书（2005）
- 全国学校管理创新典范校长（2006）
- 全国教育策划学术委员（2007年10月-2009年10月）
- 全国民办教育先进工作者（2008）
- 全国杰出校长

## 争议与负面新闻

### 体罚学生
据新闻媒体报道，雨田中学各校区存在老师为督促学生学习，不时有体罚学生的现象，导致多数学生的不满與反弹。校方已做出承诺，往后将对体罚学生的老师做出严厉处罚，避免再发生类似学生因适应不良翻墙离校的事件。

### 违规补课
2012年2月，雨田中学因为不顾教育主管部门关于假期集体补课的禁令，私自非法载400多名该校学生驱车100多公里前往鞍山市郊进行封闭补课，经新华社等媒体曝光后被教育部门查实，引发全国范围内对于学生“减负”问题的讨论。